# Попова (Приморский край)
Попова — посёлок (с 1948 до 2004 гг. — посёлок городского типа) в Приморском крае России. Подчинён администрации города  Владивостока, входит во Владивостокский городской округ.

## География
Посёлок расположен на одноимённом острове, находящемся к юго-западу от острова Русский, в 25 км к югу от железнодорожной станции Владивосток.

## Население
| 1926  | 1959  | 1970  | 1979  | 1989  | 2002  |
| ----- | ----- | ----- | ----- | ----- | ----- |
| 145   | ↗1909 | ↗2791 | ↘2236 | ↗2378 | ↘1316 |
| 2007  | 2010  | 2016  |       |       |       |
| ↘1140 | ↘1073 | ↗1200 |       |       |       |

| №        | Населённое место                    | Население (чел.) |
| -------- | ----------------------------------- | ---------------- |
| 1        | База корейская, хутор               | 91               |
| 2        | Зоологический питомник, сторожка    | 2                |
| 3        | Крабо-консервированный завод, хутор | 24               |
| 4        | Хутор (без названия)                | 18               |
| 5        | Хутор (без названия)                | 10               |
| 5.000001 | итого                               | 145              |

## История
По данным переписи населения 1926 года, все населённые места острова Попова подчинялись Павловскому сельсовету Посьетского района Дальневосточного края.
Указом Президиума Верховного Совета РСФСР от 2 марта 1948 года на острове был организован посёлок городского типа (рабочий поселок) Попова. Сформированный поселковый Совет перешёл в административное подчинение Ворошиловского (с ноября 1957 года Первомайского) районного Совета города Владивостока.
Решением Приморского крайисполкома от 25 февраля 1977 года Поповскому поссовету был переподчинён посёлок Рейнеке.
В декабре 2004 года пгт Попова был преобразован в сельский населённый пункт (посёлок) и стал входить в новообразованный Владивостокский городской округ.
Посёлок территориально относился к Первомайскому району Владивостока. Решением Думы города Владивостока от 16 декабря 2021 года переподчинён новообразованному административно-территориальному управлению островных территорий  администрации города Владивостока.

## Галерея

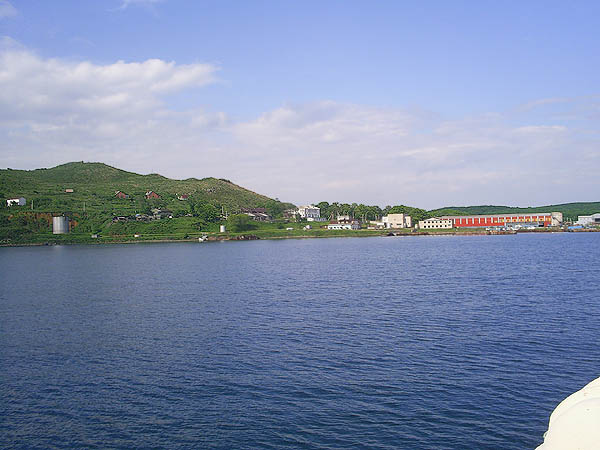
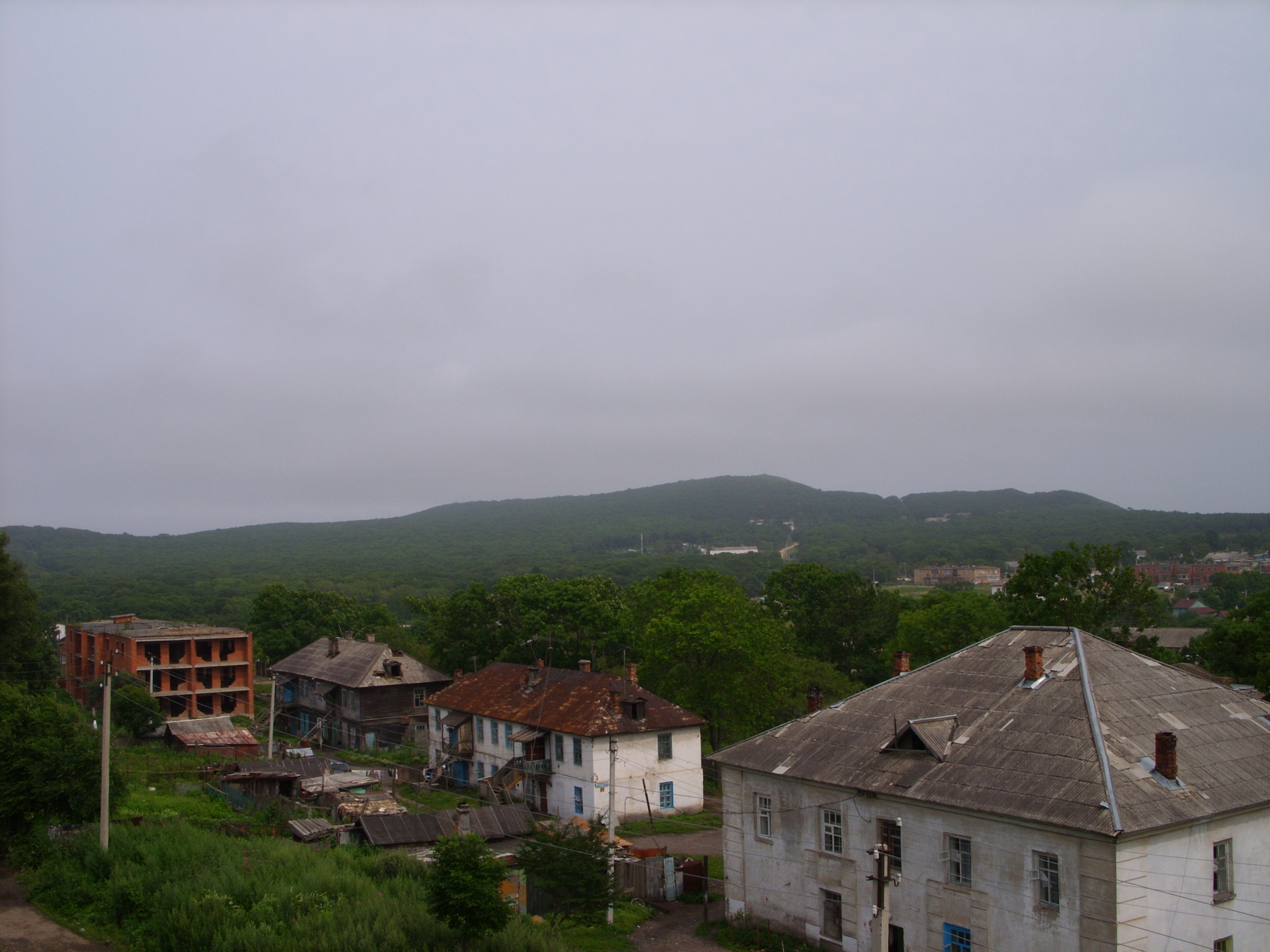
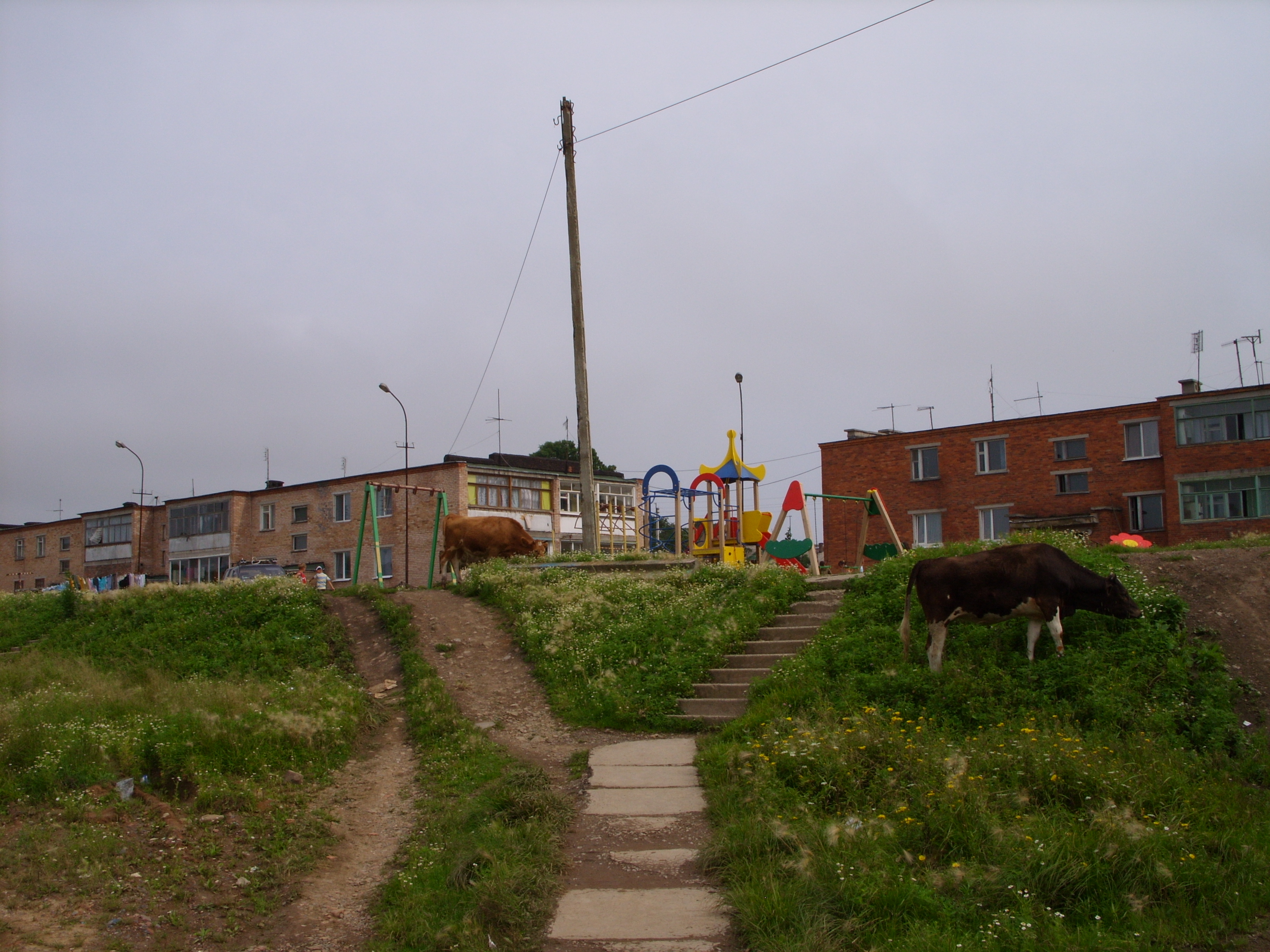
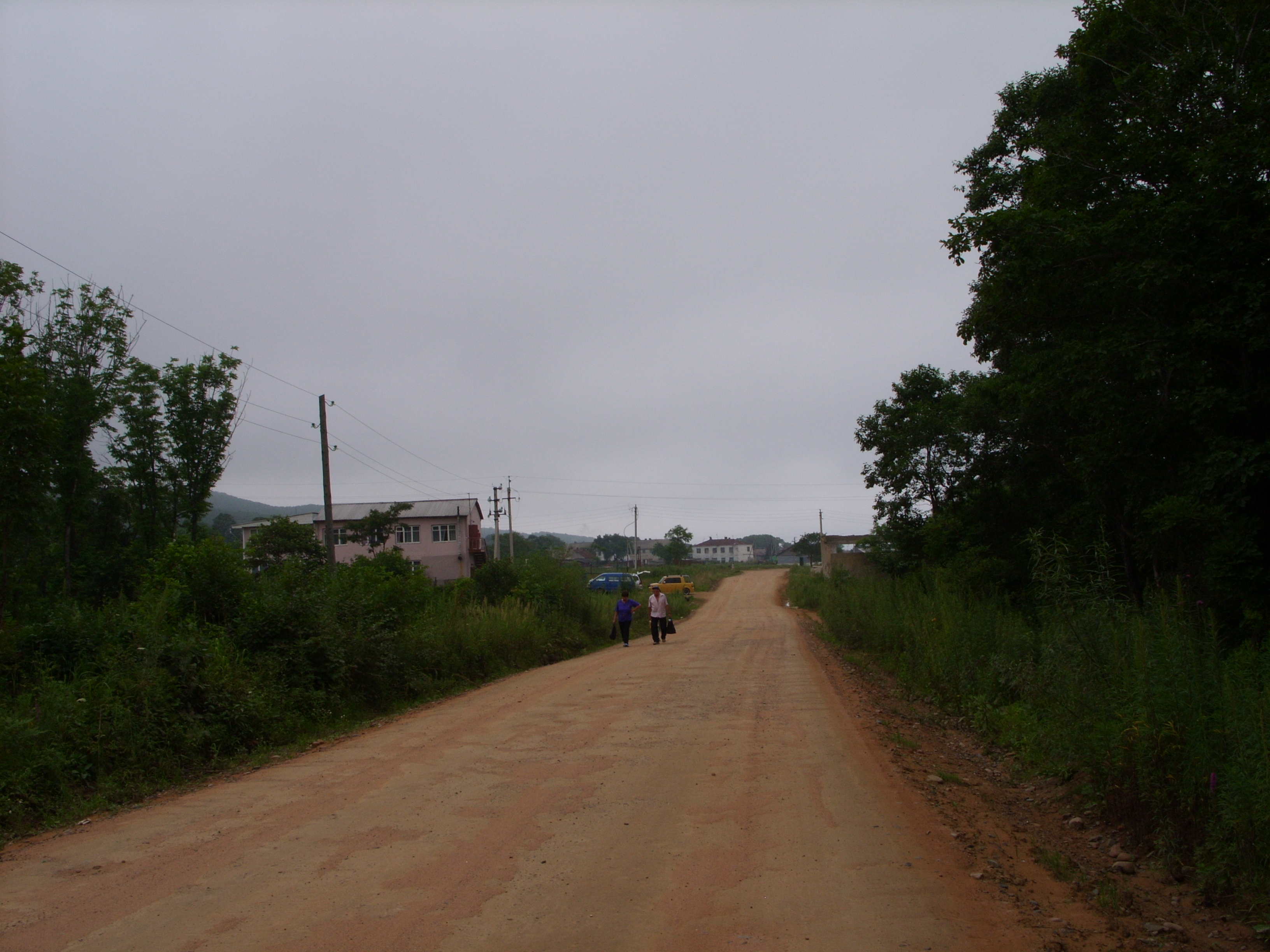